# Tom Wilkinson
Thomas Jeffrey Wilkinson (Leeds, Anglia, 1948. február 5. – 2023. december 30.) BAFTA-, Primetime Emmy- és Golden Globe-díjas angol színész.

## Élete és pályafutása

### A kezdetek
Gyermekkorában a családjával Kanadába költözött, de néhány év múlva visszaköltöztek Angliába. Az ifjú Wilkinson a Canterbury egyetemre iratkozott be angol és amerikai irodalmat hallgatni, ahol aztán végül még 2001-ben díszdoktorrá is avatták. Érdeklődése az irodalom mellett a színjátszásra is kiterjedt, tehetségének köszönhetően fellépett a National Theatre és a West End színdarabjaiban is. 
Első filmszerepét Andrzej Wajdától kapta a Szélcsend című 1976-os lengyel-angol koprodukcióban. Az elkövetkező másfél évtizedben szinte csak tévéfilmekben vagy sorozatokban szerepelt, az 1990-es évektől tűnt fel egyre gyakrabban a mozivásznon.

### Az 1990-es évek
1990-ben egy orvost formált meg A papírmaszk című brit filmdrámában, majd néhány jelenet erejéig egy ügyészt a hasonló műfajú Apám nevében című 1993-as filmben. Egy évvel később egy papot alakított a Pap című filmben. Ezek után következett 1995-ben a Jane Austen regénye alapján forgatott Értelem és érzelem, melyben Emma Thompson, Alan Rickman, Kate Winslet és Hugh Grant mellett játszott. A személyes siker két évre rá érte, amikor BAFTA-díjat kapott legjobb férfi mellékszereplő kategóriában az Alul semmi című vígjátékban nyújtott alakításáért. Az elismertség után Wilkinson könnyedén válogathatott a jobbnál jobb felkérések között és Hollywoodba is többször hívták. 
1998-ban játszott a hatalmas sikert aratott és később Oscar-díjat nyert Szerelmes Shakespeare-ben Joseph Fiennes, Gwyneth Paltrow, Geoffrey Rush és Judi Dench mellett. Még ugyanebben az évben negatív karaktert formált meg a Jackie Chan nevével fémjelzett Csúcsformában című akcióvígjátékban.

### A 2000-es évek
2000-ben az amerikai függetlenségi háború idején játszódó A hazafi című történelmi filmben volt Mel Gibson ellenfele egy brit tábornok szerepében. Egy évvel később egy erőteljes drámai alakításért Oscar-díjra jelölték A hálószobában című filmjéért, melyben Sissy Spacek oldalán tűnt fel. 2002-ben epizódszerepet kapott a Bunbury, avagy jó, ha szilárd az ember című Oscar Wilde-adaptációban, majd jött a Colin Firth és Scarlett Johansson főszereplésével készült a Leány gyöngy fülbevalóval, a történetet Johannes Vermeer azonos című festménye ihlette. Fontos szerepet kapott Michael Gondrytól is a keserédes Egy makulátlan elme örök ragyogásában. 2004-ben Scarlett Johanssonnal dolgozott együtt a Jóasszony című romantikus drámában. 
Christopher Nolan ráosztotta a Denevérember egyik fő ellenségének, Carmine Falconinak a szerepét a Christian Bale címszereplésével készült Batman: Kezdődik! (2005) című rendezésében.  A film az év egyik kasszasikere lett, bár a folytatásban Wilkinson már nem látható. 2005-ben fontos feladatot kapott még az Ördögűzés Emily Rose üdvéért című pszichothrillerben. 2007-ben ismét Oscar-díjra jelölték, ezúttal a George Clooney főszereplésével készült Michael Claytonban nyújtott alakításáért, de jelentősebb szerepet kapott az Ewan McGregor és Colin Farrell neveivel fémjelzett Kasszandra álma című Woody Allen krimiben is. 
2008 inkább a sikeres televíziós szerepeiről marad emlékezetes, hiszen előbb a tengerentúlon nagy sikert arató John Adams-ben remekelt, mint Benjamin Franklin, majd Kevin Spacey oldalán játszott az Újraszámlálás című tévéfilmben. Mindkét filmben nyújtott alakításáért Golden Globe-díjra jelölték, a John Adamsért – a Primetime Emmy-díj mellett – meg is kapta a neves kitüntetést. Még ebben az esztendőben szerepet kapott a Valkűr című háborús filmben, Tom Cruise oldalán.

## Magánélete
1988 óta Diana Hardcastle színésznő házastársa, két lányuk született: Alice (1989) és Molly (1991).
2005-ben a Brit Birodalom Rendjének tiszti (OBE) rangjával tüntették ki a dráma műfajában nyújtott színészi teljesítményéért.

## Filmográfia
| Év   | Magyar cím                             | Eredeti cím                           | Szerep                             | Magyar hang      |
| ---- | -------------------------------------- | ------------------------------------- | ---------------------------------- | ---------------- |
| 1976 | Szélcsend                              | Smuga cienia                          | Ransome                            |                  |
| 1984 |                                        | Parker                                | Tom                                |                  |
| 1985 |                                        | Sylvia                                | Keith Henderson                    |                  |
| 1985 |                                        | Wetherby                              | Roger Braithwaite                  |                  |
| 1990 | A papírmaszk                           | Paper Mask                            | Dr. Thorn                          |                  |
| 1993 | Apám nevében                           | In the Name of the Father             | Grant Richardson                   | Szokolay Ottó    |
| 1994 | Pap                                    | Priest                                | Matthew Thomas atya                |                  |
| 1994 | Csalóka                                | A Business Affair                     | Bob                                |                  |
| 1994 | Jütland hercege                        | Prince of Jutland                     | Hardvendel                         |                  |
| 1995 | Értelem és érzelem                     | Sense and Sensibility                 | Mr. Dashwood                       | Bitskey Tibor    |
| 1996 | Ragadozók                              | The Ghost and the Darkness            | Robert Beaumont                    | Szilágyi Tibor   |
| 1996 | Ragadozók                              | The Ghost and the Darkness            | Robert Beaumont                    | Tarján Péter     |
| 1997 | A hó hatalma                           | Smilla's Sense of Snow                | Loyen professzor                   | Cs. Németh Lajos |
| 1997 | Alul semmi                             | The Full Monty                        | Gerald Cooper                      | Végvári Tamás    |
| 1997 | Oscar Wilde szerelmei                  | Wilde                                 | John Sholto Douglas márki          | Konrád Antal     |
| 1997 | Játék és szenvedély                    | Oscar and Lucinda                     | Hugh Stratton                      | Cs. Németh Lajos |
| 1998 | A nevelőnő                             | The Governess                         | Charles Cavendish                  | Végvári Tamás    |
| 1998 | Csúcsformában                          | Rush Hour                             | Thomas Griffin / Juntao            | Láng József      |
| 1998 | Csúcsformában                          | Rush Hour                             | Thomas Griffin / Juntao            | Forgács Gábor    |
| 1998 | Szerelmes Shakespeare                  | Shakespeare in Love                   | Hugh Fennyman                      | Szilágyi Tibor   |
| 1999 | A pokol lovasai                        | Ride with the Devil                   | Orton Brown                        | Kardos Gábor     |
| 1999 | Molokai – Az átok szigete              | Molokai: The Story of Father Damien   | Joseph Dutton testvér              |                  |
| 2000 |                                        | Essex Boys                            | John Dyke                          |                  |
| 2000 | A hazafi                               | The Patriot                           | Charles Cornwallis tábornok        | Bácskai János    |
| 2000 | Kötöznivaló bolondok                   | Chain of Fools                        | Robert Bollingsworth               | Végvári Tamás    |
| 2001 | A hálószobában                         | In the Bedroom                        | Matt Fowler                        | Ujréti László    |
| 2001 | Hiú ábrándok                           | Another Life                          | Mr. Carlton                        |                  |
| 2001 | Gagyi lovag                            | Black Knight                          | Sir Knolte of Malborough           | Várkonyi András  |
| 2002 | Bunbury, avagy jó, ha szilárd az ember | The Importance of Being Earnest       | Dr. Frederick Chasuble             | Szombathy Gyula  |
| 2002 | Temetetlen emlékek                     | Before You Go                         | Frank                              |                  |
| 2003 | Leány gyöngy fülbevalóval              | Girl with a Pearl Earring             | Pieter Van Ruijven                 | Szilágyi Tibor   |
| 2004 | Bárcsak                                | If Only                               | taxisofőr                          | Pálfai Péter     |
| 2004 | Picadilly Jim                          | Piccadilly Jim                        | Bingley Crocker                    | Helyey László    |
| 2004 | Egy makulátlan elme örök ragyogása     | Eternal Sunshine of the Spotless Mind | Howard Mierzwiak                   | Csurka László    |
| 2004 | Nőies játékok                          | Stage Beauty                          | Betterton                          | Kristóf Tibor    |
| 2004 | A jóasszony: akiről egy város beszél   | A Good Woman                          | Tuppy                              | Végvári Tamás    |
| 2005 | Ripley a mélyben                       | Ripley Under Ground                   | John Webster                       | Barbinek Péter   |
| 2005 | Batman: Kezdődik!                      | Batman Begins                         | Carmine Falcone                    | Szilágyi Tibor   |
| 2005 | Ördögűzés Emily Rose üdvéért           | The Exorcism of Emily Rose            | Moore atya                         | Szilágyi Tibor   |
| 2005 | Cserbenhagyás                          | Separate Lies                         | James Manning                      | Láng József      |
| 2006 |                                        | The Night of the White Pants          | Max Hagan                          |                  |
| 2006 | Az utolsó csók                         | The Last Kiss                         | Stephen                            | Koroknay Géza    |
| 2007 | Nélküled nem megy                      | Dedication                            | Rudy Holt                          | Vass Gábor       |
| 2007 | Kasszandra álma                        | Cassandra's Dream                     | Howard                             | Szilágyi Tibor   |
| 2007 | Michael Clayton                        | Michael Clayton                       | Arthur Edens                       | Végvári Tamás    |
| 2008 | Spíler                                 | RocknRolla                            | Lenny Cole                         | Végvári Tamás    |
| 2008 | Valkűr                                 | Valkyrie                              | Friedrich Fromm vezérezredes       | Koroknay Géza    |
| 2009 | Kettős játék                           | Duplicity                             | Howard Tully                       | Végvári Tamás    |
| 2009 | Tartozol a haláloddal                  | 44 Inch Chest                         | Archie                             | Szombathy Gyula  |
| 2010 | Szellemíró                             | The Ghost Writer                      | Paul Emmett                        | Konrád Antal     |
| 2010 |                                        | Burke & Hare                          | Dr. Robert Knox                    |                  |
| 2010 |                                        | Jackboots on Whitehall                | Albert és Joseph Goebbels (hangja) |                  |
| 2010 | A cinkos                               | The Conspirator                       | Reverdy Johnson                    | Szilágyi Tibor   |
| 2010 | Az adósság                             | The Debt                              | Stefan Gold                        | Tordy Géza       |
| 2011 | Zöld darázs                            | The Green Hornet                      | James Reid                         | Koroknay Géza    |
| 2011 | Mission: Impossible – Fantom protokoll | Mission: Impossible – Ghost Protocol  | IMF vezető                         | Koroknay Géza    |
| 2012 | Keleti nyugalom – Marigold Hotel       | The Best Exotic Marigold Hotel        | Sir Graham Dashwood                | Szombathy Gyula  |
| 2012 |                                        | The Samaritan                         | Xavier                             |                  |
| 2013 | A magányos lovas                       | The Lone Ranger                       | Latham Cole                        | Szilágyi Tibor   |
| 2013 | Belle                                  | Belle                                 | William Murray                     | Ujréti László    |
| 2013 |                                        | Felony                                | Carl Summer nyomozó                |                  |
| 2014 | A Grand Budapest Hotel                 | The Grand Budapest Hotel              | A szerző                           | Forgács Gábor    |
| 2014 | Jóemberek                              | Good People                           | John Halden felügyelő              | Forgács Gábor    |
| 2014 |                                        | Selma                                 | Lyndon B. Johnson elnök            |                  |
| 2015 | Üzlet bármi áron                       | Unfinished Business                   | Timothy McWinters                  | Szilágyi Tibor   |
| 2015 |                                        | Bone in the Throat                    | Charlie                            |                  |
| 2015 | Kicsi fiú                              | Little Boy                            | Fr Oliver                          | Szilágyi Tibor   |
| 2015 | Jenny esküvője                         | Jenny's Wedding                       | Eddie                              | Forgács Gábor    |
| 2016 | Válaszúton                             | The Choice                            | Dr. Shep                           | Szilágyi Tibor   |
| 2016 | Snowden                                | Snowden                               | Ewen MacAskill                     | Papp János       |
| 2016 | Tagadás                                | Denial                                | Richard Rampton                    | Forgács Gábor    |
| 2016 |                                        | This Beautiful Fantastic              | Alfie Stephenson                   |                  |
| 2018 |                                        | The Catcher Was a Spy                 | Paul Scherrer                      |                  |
| 2018 |                                        | Burden                                | Tom Griffin                        |                  |
| 2018 | Bérgyilkost fogadtam                   | Dead in a Week or Your Money Back     | Leslie                             | Ujréti László    |
| 2018 |                                        | The Happy Prince                      | Dunne atya                         |                  |
| 2018 | A Titán                                | The Titan                             | Martin Collingwood professzor      | Forgács Gábor    |
| 2021 |                                        | Dr. Bird's Advice for Sad Poets       | Dr. Bird (hangja)                  |                  |
| 2021 | SAS: Vonatrablás a Csatorna-alagútban  | SAS: Red Notice                       | William Lewis                      | Ujréti László    |

### Televízió
| Év        | Magyar cím                                         | Eredeti cím                         | Szerep                                        | Megjegyzések                                              |
| --------- | -------------------------------------------------- | ----------------------------------- | --------------------------------------------- | --------------------------------------------------------- |
| 1975      |                                                    | 2nd House                           | Mick Connor                                   | 1 epizód                                                  |
| 1979      |                                                    | Crime and Punishment                | kadét                                         | minisorozat (1 epizód)                                    |
| 1983      |                                                    | Panorama                            | Czuma                                         | 1 epizód                                                  |
| 1983      |                                                    | All for Love                        | Eddie                                         | 1 epizód                                                  |
| 1983      |                                                    | Spyship                             | Martin Taylor                                 | minisorozat (6 epizód)                                    |
| 1984      |                                                    | Strangers and Brothers              | George Passant                                | 2 epizód                                                  |
| 1984      |                                                    | Sharma and Beyond                   | Vivian                                        | tévéfilm                                                  |
| 1984      |                                                    | Squaring the Circle                 | Rulewski                                      | tévéfilm                                                  |
| 1984      |                                                    | Sakharov                            | ezredes                                       | tévéfilm                                                  |
| 1985      | Miss Marple: Egy marék rozs                        | A Pocket Full of Rye                | Neele felügyelő                               | - tévéfilm - magyar hangja: - Szokolay Ottó               |
| 1985      |                                                    | Travelling Man                      | "Granny" Jackson                              | 1 epizód                                                  |
| 1985      |                                                    | Happy Families                      | Jack                                          | 1 epizód                                                  |
| 1986      |                                                    | First Among Equals                  | Raymond Gould                                 | minisorozat (10 epizód)                                   |
| 1988      | A nő, akit szeretett                               | The Woman He Loved                  | Ernest Aldrich Simpson                        | tévéfilm                                                  |
| 1988      |                                                    | The Attic: The Hiding of Anne Frank | Silberbauer                                   | tévéfilm                                                  |
| 1988      |                                                    | The Ruth Rendell Mysteries          | Robert Hathall                                | 3 epizód                                                  |
| 1989      |                                                    | First and Last                      | Stephen                                       | tévéfilm                                                  |
| 1990      |                                                    | Inspector Morse                     | Jake Normington                               | 1 epizód                                                  |
| 1990      |                                                    | TECX                                | Hugo Gillon                                   | 1 epizód                                                  |
| 1990      | Addington-akció                                    | Counterstrike                       | ?                                             | 2 epizód                                                  |
| 1990–1996 |                                                    | Screen Two                          | David Hanratty / McAteer atya / Dr. Middleton | 4 epizód                                                  |
| 1991      |                                                    | Parnell & the Englishwoman          | Sir Charles Russell                           | 1 epizód                                                  |
| 1991      |                                                    | Lovejoy                             | Ashley Wilkes                                 | 1 epizód                                                  |
| 1991      | Első számú gyanúsított                             | Prime Suspect                       | Peter Rawlins                                 | minisorozat (2 epizód)                                    |
| 1992      |                                                    | Underbelly                          | Paul Manning                                  | 4 epizód                                                  |
| 1992      |                                                    | Resnick: Lonely Hearts              | Charlie Resnick felügyelő                     | tévéfilm                                                  |
| 1993      |                                                    | An Exchange of Fire                 | Slajek elnök                                  | minisorozat (2 epizód)                                    |
| 1993      |                                                    | Stay Lucky                          | Allon                                         | 1 epizód                                                  |
| 1993      |                                                    | Resnick: Rough Treatment            | Charlie Resnick felügyelő                     | tévéfilm                                                  |
| 1994      |                                                    | The Inspector Alleyn Mysteries      | Gerald Lacklander                             | 1 epizód                                                  |
| 1994      |                                                    | Shakespeare: The Animated Tales     | Henry Stafford (hangja)                       | 1 epizód                                                  |
| 1994      |                                                    | Performance                         | Vincentio herceg                              | 1 epizód                                                  |
| 1994      | Ahány férfi                                        | Martin Chuzzlewit                   | Seth Pecksniff                                | minisorozat (6 epizód)                                    |
| 1995      |                                                    | A Very Open Prison                  | házi titkár                                   | tévéfilm                                                  |
| 1996      | Eszkimó nap                                        | Eskimo Day                          | Hugh Lloyd                                    | tévéfilm                                                  |
| 1997      |                                                    | Cold Enough for Snow                | Hugh Lloyd                                    | tévéfilm                                                  |
| 1999      | Copperfield Dávid                                  | David Copperfield                   | narrátor / idős Copperfield Dávid             | - minisorozat (2 epizód) - magyar hangja: - Lukács Sándor |
| 2002      | Churchill – A brit oroszlán (Gomolygó viharfelhők) | The Gathering Storm                 | Sir Robert Vansittart                         | - tévéfilm - magyar hangja: - Cs. Németh Lajos            |
| 2002      | Őrangyal a jövőből                                 | An Angel for May                    | Sam Wheeler                                   | tévéfilm                                                  |
| 2003      | Meghasonlás                                        | Normal                              | Roy / Ruth Applewood                          | - tévéfilm - magyar hangja: - Barbinek Péter              |
| 2008      | John Adams                                         | John Adams                          | Benjamin Franklin                             | minisorozat (3 epizód)                                    |
| 2008      | Újraszámlálás                                      | Recount                             | James Baker                                   | - tévéfilm - magyar hangja: - Láng József                 |
| 2008      | A klónfiú                                          | A Number                            | Salter                                        | - tévéfilm - magyar hangja: - Koroknay Géza               |
| 2009      | Graffaló és barátai                                | The Gruffalo                        | Fox (hangja)                                  | tévéfilm                                                  |
| 2011      | A Kennedy család                                   | The Kennedys                        | Joseph P. Kennedy Sr.                         | - minisorozat (8 epizód) - magyar hangja: - Koroknay Géza |
| 2011      | A graffalókölyök                                   | The Gruffalo's Child                | Fox (hangja)                                  | tévéfilm                                                  |
| 2017      | A Kennedy család: Camelot után                     | The Kennedys: After Camelot         | Joseph P. Kennedy Sr. (cameo)                 | minisorozat                                               |
| 2018      |                                                    | Watership Down                      | Threarah (hangja)                             | minisorozat (4 epizód)                                    |
| 2020      |                                                    | Belgravia                           | Peregrine, Earl of Brockenhurst               | minisorozat (6 epizód)                                    |
| 2023      | Alul semmi                                         | The Full Monty                      | Gerald Cooper                                 | minisorozat (6 epizód)                                    |

## Díjak és jelölések
- Oscar-díj
  - 2008 – jelölés: legjobb férfi mellékszereplő – Michael Clayton (2007)
  - 2002 – jelölés: legjobb férfi főszereplő – A hálószobában (2001)

- Golden Globe-díj
  - 2009 – díj: Legjobb férfi mellékszereplő (televíziósorozat, televíziós minisorozat vagy tévéfilm) – John Adams (2008)
  - 2009 – jelölés: Legjobb férfi főszereplő (minisorozat vagy tévéfilm) – Újraszámlálás (2008)
  - 2008 – jelölés: legjobb férfi mellékszereplő – Michael Clayton (2007)
  - 2004 – jelölés: Legjobb férfi főszereplő (televíziós minisorozat vagy tévéfilm) – Meghasonlás (2003)

- BAFTA-díj
  - 1998 – díj: legjobb férfi mellékszereplő – Alul semmi (1997)
  - 2008 – jelölés: legjobb férfi mellékszereplő – Michael Clayton (2007)
  - 2002 – jelölés: legjobb férfi főszereplő – A hálószobában (2001)
  - 1999 – jelölés: legjobb férfi mellékszereplő – Szerelmes Shakespeare (1998)

- Emmy-díj
  - 2008 – díj: legjobb férfi mellékszereplő (minisorozat vagy tévéfilm) – John Adams (2008)
  - 2008 – jelölés: legjobb férfi főszereplő (minisorozat vagy tévéfilm) – Újraszámlálás (2008)
  - 2003 – jelölés: legjobb férfi főszereplő (minisorozat vagy tévéfilm) – Meghasonlás (2003)